# Uixi
Segons la Llista dels reis de Babilònia, Uixi o Ušši va ser un rei dels cassites de Khana, que comprenia Mari i Terqa. El menciona només la llista "A", però les altres no el mencionen.
Era fill de Kaixtiliaix I, i si realment va regnar, en va ser el successor. Hauria governat abans del 1650 aC. El va succeir el seu germà Abirattaix (o aquest va succeir directament al seu pare), que consta a totes les llistes.